# Aleksandrów Kujawski (gmina)
Aleksandrów Kujawski est une gmina rurale du powiat de Aleksandrów Kujawski, Cujavie-Poméranie, dans le centre-nord de la Pologne. Son siège est la ville d'Aleksandrów Kujawski, bien qu'elle ne fasse pas partie du territoire de la gmina.
La gmina couvre une superficie de 131,64 km2 pour une population de 10 874 habitants.

## Géographie
La gmina est bordée par les villes de Będzin, Dąbrowa Górnicza et Wojkowice, et les gminy de Bobrowniki et Mierzęcice.